# 川角古墳群
川角古墳群（かわかどこふんぐん）は、埼玉県毛呂山町にある古墳群。
越辺川の右岸、毛呂山台地の北東縁に築造された古墳群である。直径20メートル未満の小円墳38基が現存する。
1963年(昭和38年)に町道拡張工事のため、川角15号墳が調査されている。1965年(昭和40年)には川角6号墳を城西大学が調査し、「吹上古墳」と命名している。
- 川角6号墳
直径14.5メートルの円墳。横穴式石室を持つが大きく破壊されている。小玉88、蛇紋岩製勾玉1、耳環3、鉄鏃14、刀子2、須恵器出土。被葬者のものとみられる歯が採取されている。7世紀初頭の築造。